# Saturno (álbum)
Saturno é o décimo terceiro álbum de estúdio do grupo brasileiro de rock Capital Inicial, lançado em 2012. Foi produzido por David Corcos, que trabalhou com a banda no álbum anterior. O single do trabalho é "O Lado Escuro da Lua“, uma referência ao álbum do grupo britânico Pink Floyd The Dark Side of the Moon, sendo também uma das três baladas do disco. O show de lançamento foi na Fundição Progresso em 24 de novembro de 2012 no Rio de Janeiro.
O disco começou a ser vendido nas lojas de todo o Brasil no dia 10 de dezembro de 2012.

## Faixas

### Lado A
1. "O Bem, o Mal e o Indiferente" (Dinho Ouro Preto / Alvin L / Robledo Silva)
2. "Água e Vinho"  (Dinho Ouro Preto / Alvin L)
3. "O Lado Escuro da Lua"  (Dinho Ouro Preto / Alvin L)
4. "Saquear Brasília"  (Dinho Ouro Preto / Alvin L)
5. "Apocalipse Agora"  (Dinho Ouro Preto / Alvin L)
6. "O Cristo Redentor"  (Dinho Ouro Preto / Alvin L)

### Lado B
1. "Saturno"  (Dinho Ouro Preto / Alvin L)
2. "Noites em Branco"  (Dinho Ouro Preto / Alvin L)
3. "Poucas Horas" (Dinho Ouro Preto, Pit Passarell)
4. "A Valsa do Inferno"  (Dinho Ouro Preto / Alvin L)
5. "Sol Entre Nuvens" (Dinho Ouro Preto, Pit Passarell)

### CD
1. "O Bem, o Mal e o Indiferente" (Dinho Ouro Preto / Alvin L / Robledo Silva)
2. "Água e Vinho"  (Dinho Ouro Preto / Alvin L)
3. "O Lado Escuro da Lua"  (Dinho Ouro Preto / Alvin L)
4. "Saquear Brasília"  (Dinho Ouro Preto / Alvin L)
5. "Apocalipse Agora"  (Dinho Ouro Preto / Alvin L)
6. "O Cristo Redentor"  (Dinho Ouro Preto / Alvin L)
7. "Saturno"  (Dinho Ouro Preto / Alvin L)
8. "Noites em Branco"  (Dinho Ouro Preto / Alvin L)
9. "Poucas Horas" (Dinho Ouro Preto, Pit Passarell)
10. "A Valsa do Inferno"  (Dinho Ouro Preto / Alvin L)
11. "Sol Entre Nuvens" (Dinho Ouro Preto, Pit Passarell)

### CD Deluxe
1. "O Bem, o Mal e o Indiferente" (Dinho Ouro Preto / Alvin L / Robledo Silva)
2. "Água e Vinho"  (Dinho Ouro Preto / Alvin L)
3. "O Lado Escuro da Lua"  (Dinho Ouro Preto / Alvin L)
4. "Saquear Brasília"  (Dinho Ouro Preto / Alvin L)
5. "Apocalipse Agora"  (Dinho Ouro Preto / Alvin L)
6. "O Cristo Redentor"  (Dinho Ouro Preto / Alvin L)
7. "Saturno"  (Dinho Ouro Preto / Alvin L)
8. "Noites em Branco"  (Dinho Ouro Preto / Alvin L)
9. "Poucas Horas" (Dinho Ouro Preto, Pit Passarell)
10. "A Valsa do Inferno"  (Dinho Ouro Preto / Alvin L)
11. "Sol Entre Nuvens" (Dinho Ouro Preto, Pit Passarell)
12. "Eu Ouço Vozes"  (Dinho Ouro Preto / Alvin L)
13. "Um Homem Sem Rosto"  (Dinho Ouro Preto / Alvin L)

## Créditos
Capital Inicial
- Dinho Ouro-Preto - voz
- Yves Passarell - guitarra
- Flávio Lemos - baixo
- Fê Lemos - bateria

Músicos convidados
- Fabiano Carelli - guitarra
- Robledo Silva - teclados e vocais
- David Corcos - vocais  (exceto em "O Bem, o Mal e o Indiferente", "O Lado Escuro da Lua" e "Água e Vinho")
- Debora Cidrack - vocais em "Sol Entre Nuvens"

## Crítica
| Críticas profissionais                                                      | Críticas profissionais |
| Avaliações da crítica                                                       | Avaliações da crítica  |
| Fonte                                                                       | Avaliação              |
| --------------------------------------------------------------------------- | ---------------------- |
| Galeria Musical                                                             | link                   |
| Esta tabela precisa de ser acompanhada por texto em prosa. Consulte o guia. |                        |